# Can’t Stop the Music
Can’t Stop the Music (tytuł oryg. Can’t Stop the Music) – komedia musicalowa produkcji
amerykańskiej z roku 1980. Film był kręcony w Nowym Jorku i w San Francisco.

## Obsada
- Marilyn Sokol – Lulu Brecht
- Altovise Davis – Alicia Edwards
- Barbara Rush – Norma White
- June Havoc – Helen Morell
- Tammy Grimes – Sydney Channing
- Felipe Rose – Indianin
- Randy Jones – Kowboj
- Glenn Hughes – Leatherman

## Nagrody
- 1980 – Złota Malina w kategorii za Najgorszy film
- 1980 – Złota Malina w kategorii za Najgorszy aktor (Bruce Jenner)
- 1980 – Złota Malina w kategorii za Najgorszą aktorkę (Valerie Perrine)
- 1980 – Złota Malina w kategorii za najgorszą aktorkę drugoplanową (Marilyn Sokol)
- 1980 – Złota Malina w kategorii za najgorszego reżysera (Nancy Walker)
- 1980 – Złota Malina w kategorii za najgorszy scenariusz (Allan Carr) i (Bronte Woodward)
- 1980 – Złota Malina w kategorii za najgorszą piosenkę (Jacques Morali)